# 볼레스와비에츠군

돌니실롱스크주 지도에 표시된 볼레스와비에츠군의 위치

볼레스와비에츠군(폴란드어: powiat bolesławiecki)은 폴란드 돌니실롱스크주에 위치한 군으로 군청 소재지는 볼레스와비에츠이며 면적은 1,303.3km2, 인구는 90,108명(2019년 6월 30일 기준), 인구 밀도는 69명/km2이다.
북쪽으로는 루부시주 자간군, 북동쪽으로는 폴코비체군, 동쪽으로는 레그니차군, 즈워토리야군, 남쪽으로는 르부베크군, 남서쪽으로는 루반군, 서쪽으로는 즈고젤레츠군과 접한다. 6개 지방 자치체(1개 도시, 1개 도시형 농촌, 4개 농촌)를 관할한다.

군기
군 문장